# Паситель
Паситель (др.-греч. Πασιτέλης; лат. Pasiteles) — древнеримский скульптор греческого происхождения, живший в период правления Гая Юлия Цезаря (I век до н. э.) и принадлежавший к так называемой Неоаттической школе.
Работал в период, когда в римском государстве был очень высок спрос на создание копий или изменённых вариантов классических образцов греческой скульптуры. Не сохранилось ни одной его скульптуры, однако сохранилось несколько скульптур, созданных его учениками, Стефанием и Менелаем.
Даты жизни и подробности биографии Пасителя неизвестны. Согласно записям Плиния Старшего, он происходил из греческого города на юге Италии и получил римское гражданство, создал статую Юпитера для храма Диоскуров и статую Юноны для портика Октавии. Он делал статуи из мрамора, бронзы, серебра и слоновой кости, всегда предваряя их созданием глиняных моделей. Ему также приписывается изобретение техники снятия гипсовых слепков со статуй, по которым впоследствии делались копии, без чего, как считается, никогда не было бы создано такого количества римских копий греческих статуй. По свидетельству Плиния, однако, Паситель не только копировал статуи, но и создавал собственные произведения, работая с натуры. Он также написал пять не дошедших до нас книг по искусству скульптуры и чеканки.